# 킹스시
킹스시는 대한민국의 가수다. 2017년 싱글 《What You Want》로 데뷔했다.

## 방송
- 쇼미더머니 8 (2019) - Top87

## 음반
- What You Want (2017)
- LADY LAND (2019)

## 피처링
- 샵건 - Brake (2019)